# トゥザワールド
トゥザワールドは、日本の競走馬である。馬名の意味は世界へ向かって。母のトゥザヴィクトリーより連想。主な勝ち鞍は2014年の弥生賞。全兄に日経賞など重賞5勝、有馬記念3着2度の実績を持つ同馬主、同厩舎のトゥザグローリーがおり、同馬も2014年の有馬記念で9番人気ながら2着に好走している。

## 経歴

### 2歳（2013年）
9月28日、阪神競馬場芝1800mの新馬戦で川田将雅を鞍上にデビュー。前目の競馬となり、直線よく追い込むも逃げたバンドワゴンを捕らえきれず、6馬身差の2着に敗れた。10月、京都競馬場での未勝利戦は先に抜け出した馬をきっちり捕らえ、初勝利をあげた。11月、京都の500万下条件・黄菊賞では直線内から抜け出して2連勝となった。

### 3歳（2014年）
1月、3歳オープンの若駒ステークスは直線外目から抜け出して3連勝。重賞初挑戦となった3月の弥生賞では直線抜け出して、追い込んできたワンアンドオンリーとゴール前で並んだ体制になるも、ハナ差（4cm）制して4連勝、重賞初制覇となった。皐月賞は最後の直線でイスラボニータとの一騎討ちになるも2着に敗れた。日本ダービー（東京優駿）では、単勝オッズ3.9倍の2番人気を背負うが後方からの競馬となり5番枠を生かせず、弥生賞と異なり先行したワンアンドオンリーの5着に敗れた。秋はセントライト記念から始動しイスラボニータの2着。菊花賞では2番人気に支持されたものの、直線に入った頃にはすでに手応えがなくなっており、16着と大敗した。有馬記念では川田がエピファネイアに騎乗するため、デビュー以来初めてウィリアム・ビュイックに乗り替わりとなった。末脚を伸ばし、9番人気ながら2着と好走した。

### 4歳（2015年）
オーストラリアに遠征。3月のザBMWに1番人気で出走、中団でレースを進め、4コーナーで大きく外を回って前に並びかけ、直線でハートネルと並んで脚を伸ばしたものの2着。続く4月のクイーンエリザベスステークスに出走したが、12着と殿負けに終わった。その後、右前脚に屈腱炎を発症、休養していたが10月19日に、所属するキャロットクラブのホームページで現役を引退することが発表された。引退後は北海道新冠町の優駿スタリオンステーションで種牡馬となる。

## 種牡馬時代
2016年から種牡馬生活を開始。初年度は128頭の種付け数を集め、2年目101頭、3年目128頭と3年連続100頭以上を推移した。2019年から産駒がデビューし、5月15日のフレッシュチャレンジでクロスワールドが勝利して産駒初勝利を飾り、7月7日の未勝利戦でメイショウナパワンが勝利してJRA初勝利を挙げた。11月24日ガンバルンが黒潮ジュニアチャンピオンシップを勝利し、産駒重賞初勝利を挙げた。
2023年限りで種牡馬を引退、種牡馬引退後は北海道苫小牧市のノーザンホースパークで乗馬となった。2025年1月時点ではアルフレードやサトノティターンとともに帯広畜産大学馬術部に繋養されていた。なお、5月時点で名前が削除されており、現在の動向は不明。

### 主な産駒
- 2017年産
  - ガンバルン（2019年黒潮ジュニアチャンピオンシップ）[13]
  - ビックバレリーナ（2020年東海クイーンカップ）[14]
- 2018年産
  - マナバレンシア（2020年金沢シンデレラカップ）[15]
  - ワールドリング（2021年優駿スプリント、アフター5スター賞）[16]
- 2019年産
  - モリデンブラック（2021年ジュニアグランプリ）[17]
  - マナホク（2022年不来方賞）[18]

## 競走成績
| 競走日     | 競馬場         | 競走名              | 格      | 距離（馬場）  | 頭 数 | 枠 番 | 馬 番 | オッズ （人気） | 着順 | タイム （上り3F） | 着差 | 騎手         | 斤量   | 1着馬（2着馬）         |
| ---------- | -------------- | ------------------- | ------- | ------------- | ----- | ----- | ----- | --------------- | ---- | ----------------- | ---- | ------------ | ------ | ---------------------- |
| 2013.09.28 | 阪神           | 2歳新馬             |         | 芝1800m（良） | 11    | 8     | 11    | 01.9（1人）     | 02着 | 1:49.0（34.1）    | -1.0 | 川田将雅     | 54kg   | バンドワゴン           |
| 0000.10.19 | 京都           | 2歳未勝利           |         | 芝1800m（良） | 8     | 5     | 5     | 01.3（1人）     | 01着 | 1:51.3（34.4）    | -0.1 | 川田将雅     | 55kg   | （キラノカリスマ）     |
| 0000.11.09 | 京都           | 黄菊賞              | 500万下 | 芝1800m（良） | 13    | 4     | 4     | 02.8（2人）     | 01着 | 1:46.5（35.5）    | -0.3 | 川田将雅     | 55kg   | （シャドウダンサー）   |
| 2014.01.25 | 京都           | 若駒S               | OP      | 芝2000m（良） | 8     | 8     | 8     | 01.4（1人）     | 01着 | 2:00.0（33.6）    | -0.2 | 川田将雅     | 56kg   | （ミヤビジャスパー）   |
| 0000.03.09 | 中山           | 弥生賞              | GII     | 芝2000m（良） | 13    | 7     | 10    | 01.6（1人）     | 01着 | 2:01.4（35.7）    | -0.0 | 川田将雅     | 56kg   | （ワンアンドオンリー） |
| 0000.04.20 | 中山           | 皐月賞              | GI      | 芝2000m（良） | 18    | 8     | 17    | 03.5（1人）     | 02着 | 1:59.8（35.2）    | -0.2 | 川田将雅     | 57kg   | イスラボニータ         |
| 0000.06.01 | 東京           | 東京優駿            | GI      | 芝2400m（良） | 17    | 3     | 5     | 03.9（2人）     | 05着 | 2:25.0（34.1）    | -0.4 | 川田将雅     | 57kg   | ワンアンドオンリー     |
| 0000.09.21 | 新潟           | セントライト記念    | GII     | 芝2200m（良） | 18    | 8     | 16    | 04.3（2人）     | 02着 | 2:11.9（35.8）    | 00.2 | 川田将雅     | 56kg   | イスラボニータ         |
| 0000.10.26 | 京都           | 菊花賞              | GI      | 芝3000m（良） | 18    | 7     | 14    | 05.3（2人）     | 16着 | 3:05.2（38.7）    | 04.2 | 川田将雅     | 57kg   | トーホウジャッカル     |
| 0000.12.28 | 中山           | 有馬記念            | GI      | 芝2500m（良） | 16    | 3     | 6     | 31.2（9人）     | 02着 | 2:35.4（33.8）    | 00.1 | W.ビュイック | 55kg   | ジェンティルドンナ     |
| 2015.03.28 | ローズヒル     | ザBMW               | G1      | 芝2400m（稍） | 11    |       | 6     | 02.6（1人）     | 02着 |                   |      | N.ホール     | 57.5kg | Hartnell               |
| 0000.04.11 | ランドウィック | クイーンエリザベスS | G1      | 芝2000m（重） | 12    |       | 5     | 03.9（1人）     | 12着 |                   |      | Z.パートン   | 58.5kg | Criterion              |

## 血統表
| トゥザワールドの血統            | トゥザワールドの血統                                 | トゥザワールドの血統                                | （血統表の出典）                                    | （血統表の出典）  |
| 父系                            | キングマンボ系                                       | キングマンボ系                                      | キングマンボ系                                      | [ § 2 ]           |
| 父 キングカメハメハ 2001 鹿毛   | 父の父Kingmambo 1990 鹿毛                            | Mr. Prospector                                      | Raise a Native                                      | Raise a Native    |
| 父 キングカメハメハ 2001 鹿毛   | 父の父Kingmambo 1990 鹿毛                            | Mr. Prospector                                      | Gold Digger                                         |                   |
| 父 キングカメハメハ 2001 鹿毛   | 父の父Kingmambo 1990 鹿毛                            | Miesque                                             | Nureyev                                             | Nureyev           |
| 父 キングカメハメハ 2001 鹿毛   | 父の父Kingmambo 1990 鹿毛                            | Miesque                                             | Pasadoble                                           |                   |
| 父 キングカメハメハ 2001 鹿毛   | 父の母*マンファス Manfath 1991 黒鹿毛                | *ラストタイクーン                                   | *トライマイベスト                                   | *トライマイベスト |
| 父 キングカメハメハ 2001 鹿毛   | 父の母*マンファス Manfath 1991 黒鹿毛                | *ラストタイクーン                                   | Mill Princess                                       |                   |
| 父 キングカメハメハ 2001 鹿毛   | 父の母*マンファス Manfath 1991 黒鹿毛                | Pilot Bird                                          | Blakeney                                            | Blakeney          |
| 父 キングカメハメハ 2001 鹿毛   | 父の母*マンファス Manfath 1991 黒鹿毛                | Pilot Bird                                          | The Dancer                                          |                   |
| 母 トゥザヴィクトリー 1996 鹿毛 | 母の父*サンデーサイレンス Sunday Silence 1986 青鹿毛 | Halo 1969 黒鹿毛                                    | Hail to Reason                                      | Hail to Reason    |
| 母 トゥザヴィクトリー 1996 鹿毛 | 母の父*サンデーサイレンス Sunday Silence 1986 青鹿毛 | Halo 1969 黒鹿毛                                    | Cosmah                                              |                   |
| 母 トゥザヴィクトリー 1996 鹿毛 | 母の父*サンデーサイレンス Sunday Silence 1986 青鹿毛 | Wishing Well 1975 鹿毛                              | Understanding                                       | Understanding     |
| 母 トゥザヴィクトリー 1996 鹿毛 | 母の父*サンデーサイレンス Sunday Silence 1986 青鹿毛 | Wishing Well 1975 鹿毛                              | Mountain Flower                                     |                   |
| 母 トゥザヴィクトリー 1996 鹿毛 | 母の母*フェアリードール 1991 栗毛                    | Nureyev 1977                                        | Northern Dancer                                     | Northern Dancer   |
| 母 トゥザヴィクトリー 1996 鹿毛 | 母の母*フェアリードール 1991 栗毛                    | Nureyev 1977                                        | Special                                             |                   |
| 母 トゥザヴィクトリー 1996 鹿毛 | 母の母*フェアリードール 1991 栗毛                    | Dream Deal 1986                                     | Sharpen Up                                          | Sharpen Up        |
| 母 トゥザヴィクトリー 1996 鹿毛 | 母の母*フェアリードール 1991 栗毛                    | Dream Deal 1986                                     | Likely Exchange                                     |                   |
| 母系(F-No.)                     | フェアリードール(USA)系(FN:9-f)                      | フェアリードール(USA)系(FN:9-f)                     | フェアリードール(USA)系(FN:9-f)                     | [ § 3 ]           |
| 5代内の近親交配                 | Northern Dancer 5･5×4 = 12.5%、Nureyev 4×3 = 18.75%  | Northern Dancer 5･5×4 = 12.5%、Nureyev 4×3 = 18.75% | Northern Dancer 5･5×4 = 12.5%、Nureyev 4×3 = 18.75% | [ § 4 ]           |
| 出典                            | 1. 2. 3. 4.                                          | 1. 2. 3. 4.                                         | 1. 2. 3. 4.                                         | 1. 2. 3. 4.       |

- 母は2001年エリザベス女王杯の優勝馬であり、ドバイワールドカップで2着に入った名牝トゥザヴィクトリー。
- 母の全弟に芝・ダートで重賞を制したサイレントディールがいる。
- 全兄に重賞5勝のトゥザグローリーがいる。

## 同名馬
2002年産で父エルコンドルパサー、母アセマの血統の同名の牡馬がいた。こちらは中央で3戦0勝の成績に終わっている。